# Sân bay Yuzhno-Sakhalinsk
Sân bay Yuzhno-Sakhalinsk (tiếng Nga: Аэропорт Южно-Сахалинск) (IATA: UUS, ICAO: UHSS) là một sân bay ở Yuzhno-Sakhalinsk, trên đảo Sakhalin của Nga. Sân bay này được thiết lập năm 1945 làm sân bay quân sự. Hiện sân bay này có một đường băng dài 3400 m, một nhà ga hành khác, 2 nhà ga hàng hóa và 16 chỗ đỗ máy bay. Đây là sân bay lớn nhất tại vùng Sakhalin.

## Các hãng hàng không và các tuyến điểm
- Aeroflot (Moscow-Sheremetyevo)[1]
- Asiana Airlines (Seoul-Incheon)[2]
- Dalavia (Blagoveschensk, Chelyabinsk, Ekaterinburg, Irkutsk, Krasnodar, Krasnoyarsk, Khabarovsk, Komsomolsk-on-Amur, Omsk, Rostov-on-Don, St. Petersburg)[3]
- Domodedovo Airlines (Moscow-Domodedovo)[1]
- KrasAir (Krasnoyarsk)[1]
- SAT Airlines (Beijing, Blagoveshchensk, Burevestnik, Busan, Dalian, Hakodate, Harbin, Khabarovsk, Komsomolsk-on-Amur, Okha, Sapporo-Chitose, Seoul-Incheon, Vladivostok, Yuzhno-Kurilsk)[1][2][3]
- S7 Airlines (Khabarovsk, Novosibirsk, Vladivostok)[1]
- Transaero (Moscow-Domodedovo)[1]
- Vladivostok Avia (Dalian, Vladivostok)[1][2]